# 크리사오르
크리사오르(Chrysaor)는 그리스 신화에 나오는 포세이돈과 메두사의 아들이다. 메두사는 아테나의 신전에서 포세이돈과 정을 통하였는데, 페르세우스에게 목이 잘린 뒤 크리사오르와 날개 달린 천마 페가소스가 태어났다. 여기에 대해서는 메두사의 죽음을 슬퍼한 포세이돈이 그녀가 흘린 피에서 크리사오르와 페가소스를 태어나게 했다고도 하고, 포세이돈이 메두사의 주검 속에서 잉태된 자식들을 구해냈다고도 한다. 크리사오르는 오케아노스의 딸이자 바다의 님프인 칼리로에와 결혼하여 머리와 몸이 각각 셋씩 달린 게리온과 상체는 아름다운 여인이고 하체는 뱀인 에키드나를 낳았다.